# Maler von Altenburg 273
Der Maler von Altenburg 273 (tätig Mitte des 5. Jahrhunderts v. Chr. in Athen) war ein griechischer Vasenmaler des rotfigurigen Stils. Seinen Notnamen erhielt er nach der Halsamphora 273 im Altenburger Lindenau-Museum. Stilistisch steht er dem sogenannten Sabouroff-Maler nahe, in dessen unmittelbarem Umkreis er wahrscheinlich tätig war.

## Werke
- Altenburg, Staatliches Lindenau-Museum

Halsamphora 273
- München, Glyptothek und Antikensammlung

Halsamphora 2333
- Verona, Museo Civico

Halsamphora 56